# متلازمة ستوكو دوس سانتوس
متلازمة ستوكو دوس سانتوس هي اضطراب وراثي نادر جدًا يصيب العديد من الأعضاء في الجسم ويظهر منذ الولادة. يتميز بتشوهات في القلب والهيكل العظمي والعضلات مصحوبة بإعاقات ذهنية.

## الأعراض
غالبًا ما يظهر على الأشخاص المصابين بمتلازمة ستوكو دوس سانتوس الأعراض التالية: طول الرأس وعدم تناسق الجمجمة والحنف القفدي الفحجي وانعطاف الإصبع المستديم ونقص تنسج العين وانعدام المقلة واستسقاء المقلة بالإضافة لانعدام القزحية، تدلي الصمام ثلاثي الشرفات وقصور الصمام التاجي والصمام ثلاثي الشرفات، فرط النشاط والإعاقة الذهنية وانخفاض الوزن عند الولادة وقصر القامة.

## الأسباب
يُعتقد أن هذه الحالة ناجمة عن طفرات في الكروموسوم Xp11.22، ويُعتقد أنها متنحية مرتبطة بالكروموسوم X6.

## علم المسببات
في 1 مايو 1991، اكتُشيف اضطراب وراثي جديد مرتبط بالكروموسوم X من خلال عائلة برازيلية، حيث وجد إعاقات عقلية شديدة وخلع خلقي ثنائي في الورك بالإضافة لقصر القامة لدى أربعة أبناء عمومة من الذكور. حيث كان ثلاثة من هؤلاء الأربعة يحملون نوعًا جديدًا من إنزيم نازعة الهيدروجين جلوكوز 6 فوسفات. ولم يُبلغ عن أي حالات أخرى منذ عام 1992.